# Lendvai Benedek
Lendvai Benedek (? – 1244. október 31. előtt) váradi és győri püspök.

## Életpályája
Az Osl nemzetségbeli Osl ispán (comes) fiaként született, IV. Béla magyar király gyermekkori barátja volt. Tanulmányait a fennmaradt adatok alapján valószínűleg a párizsi egyetemen végezte.
1225-ben mint esztergomi kanonokot említik, majd egy 1230-ban kelt oklevél emlékezik meg róla, mely szerint a csornai egyház javára a királytól öt márka értékű sóadományt szerez. 
1231-től 1244-ig volt váradi püspök, így akkor is, amikor az országot tatár támadás érte, ezért 1241 tavaszán sereget vezetett a király sajói táborába, hogy a tatárok ellen harcoljon. Útközben azonban tatár csapatokkal találkozott, közülük egy kisebb csapatot le is győzött, de Eger felé menet seregét szétverték. Lendvai az egyház legfőbb kincseit összeszedve kevés kíséretével a Dunántúlra, majd a király családjával Dalmáciába menekült.
A tatárjárás pusztításaiból szerencsésen megmenekülve, 1242-ben a győri püspökséget foglalta el, erről II. Ince pápa megerősítő bulláját 1242. július 13-án kapta meg.
Meghalt valamikor 1244. október 31. előtt.
Váradi püspökként utóda Vince lett, Győrben püspöki széke 1244. október 31-ig üres maradt, majd utóda 1245. szeptember 7-től Artolf lett.